# Kvantitativno raziskovanje
Kvantitativno raziskovanje (kvantitativna metoda) je razlaganje pojavov z zbiranjem številčnih podatkov, ki jih analiziramo z uporabo matematičnih metod, natančneje statistično. Naravoslovja brez meritev in z njimi povezanih numeričnih podatkov ni, v humanistiki in družboslovju pa je kvantitativni (preštevalni) pristop ena od možnih metod.

## Pregled
Cilj družboslovne kvantitativne raziskave je razviti in na družbenih pojavih uporabiti matematične modele, teorije in/ali hipoteze ter tako priti do merljivih, zanesljivih, natančnih in objektivno preverljivih spoznanj, ki bi imela podobno veljavo, kot jih imajo spoznanja v naravoslovnih znanostih.  
Proces merjenja zagotavlja povezavo med empiričnim opazovanjem in matematičnim odrazom kvantitativnih razmerij. Kvantitativni podatki so podatki v obliki številk. Raziskovalec zastavi specifično, ozko vprašanje oz. določen vidik pojava in zbere vzorec numeričnih podatkov. Podatke nato statistično analizira, tako da bi rezultate, pridobljene na vzorcu, lahko posplošil na celotno pojavnost, npr. z anketirancev na neko širšo populacijo. Vsi zbrani podatki za kvantitativno raziskavo niso že spočetka številčne narave (ljudje v anketah odgovarjajo npr. z močno se strinjam, se sploh ne strinjam, se strinjam, se ne strinjam itd.), ampak jim številčne vrednosti določijo (jih prevedejo v številke) šele pred analizo.
Kvantitativne raziskave so najpogostejše v psihologiji, ekonomiji, sociologiji, marketingu, politični znanosti, lingvistiki, manj pogoste pa so v antropologiji, zgodovini in umetnostnih vedah. V družboslovju se izraz kvantitativna raziskava navezuje na empirične metode, ki izvirajo iz filozofskega pozitivizma in so v kontrastu s kvalitativnimi metodami.
Kvantitativna raziskava poteka prek znanstvenih metod, ki lahko vključujejo:
- generiranje modelov, teorij in hipotez
- razvoj instrumentov in metod za merjenje
- eksperimentalni nadzor in manipulacijo spremenljivk
- zbiranje empiričnih podatkov
- modeliranje in analiza podatkov

Statistika je najpopularnejša veja matematike v kvantitativnem raziskovanju zunaj fizikalnih znanosti.  Kvantitativne raziskave se začnejo z zbiranjem podatkov, ki temeljijo  na predpostavki ali teoriji.  Kvantitativno raziskovanja izhaja iz predpostavke, da obstajajo v stvarnosti objektivne zakonitosti, predvsem v obliki vzročno-posledičnih zvez, ki jih je mogoče odkrivati, razložiti, napovedovati in nadzirati. Ena temeljnih poti za odkrivanje vzročno-posledičnih zvez je eksperiment. Načrt kvantitativne raziskave oblikuje raziskovalec na podlagi teoretičnih izhodišč in dotedanjih raziskav. Hipoteze v nadaljnjem poteku raziskave empirično preverja. Čim več poskusov zavrnitve neka hipoteza uspešno prestane, tem višja je stopnja njene prepričljivosti. Raziskovalec obravnava posamezne spremenljivke, vendar na velikem številu enot, najpogosteje na reprezentativnem vzorcu neke populacije, saj mu gre za posplošitev spoznanj. Za zbiranje podatkov se uporabljajo čim objektivnejši in zanesljivi instrumenti, ki omogočajo natančno merjenje pojavov (testi, vprašalniki z vnaprej navedenimi odgovori, ocenjevalne lestvice idr.), ki jih statistično analizira (npr. z deskriptivno in inferenčno statistiko). 

## Raziskovanje

### Eksperiment
Eksperiment v humanistiki ni obvezna faza kvantitativnega raziskovanja, posamezne humanistične vsebine (npr. branje) pa so pogosto predmet eksperimentiranja. Eksperiment ali poskus se začne s hipotezo o vzrokih. Eksperimentirati pomeni spremeniti en vzrok (en parameter) pri pojavu in nato primerjati izid s situacijo pred spremembo. Trije pomembni koraki pri eksperimentiranju so torej: 1. začetek s priložnostno hipotezo, 2. sprememba specifičnega aspekta situacije, ki je tesno povezan z vzrokom, in 3. primerjava izidov. Družboslovec v eksperimentalno skupino vpelje spremenljivko, katere vpliv želi proučevati, in potem opazuje ter meri vplivanje neodvisne spremenljivke glede na ostale. Eksperimentalna tehnika je primerna za zelo konkretna, ozka vprašanja.

### Anketa
Anketa je sistematična metoda zbiranja podatkov na podlagi (vzorca) enot z namenom kostruiranja kvantitativnih opisov značilnosti širše populacije, katere člani so preučevane enote iz vzorca. Anketni vprašalnik je merski instrument za zbiranje kvantitativnih podatkov. Anketiranje se začne s teoretičnim ali aplikativnim raziskovalnim problemom. Prvi korak je izdelava merskega instrumenta, tj. anketnega vprašalnika, na katerega naj odgovorijo respondenti oz. označijo enega od predvidenih odgovorov na vprašanje. Poznamo tri tipe anketnih vprašanj: odprti, zaprti in polodprti tip. 
Odprti tip vprašanj oz. odprta vprašanjaso vprašanja, na katera respondent odgovori opisno brez vnaprej ponujenih možnosti. Uporabimo jih, kadar ne moremo vnaprej predvideti vseh verjetnih odgovorov respondentov.
Zaprti tip vprašanj oz. zaprta vprašanjaso vprašanja, na katera respondent odgovori tako, da izbere enega ali več odgovorov izmed vnaprej ponujenih in praviloma medsebojno izključujočih možnosti. Uporabimo jih, kadar lahko vnaprej predvidimo vse verjetne odgovore  anketirancev.
Pol odprti tip vprašanj oz. pol odprta vprašanjaso vprašanja, ki so sestavljena iz elementov zaprtega in odprtega tipa vprašanj. Vnaprej ponujene možnosti odgovorov dopolnjuje možnost "drugo", ki respondentom omogoča opisno odgovarjanje v primeru, ko se ne odločijo za nobenega od vnaprej ponujenih odgovorov. Uporabimo jih takrat, kadar nismo uspeli predvideti vseh verjetnih odgovorov ali je seznam vseh možnosti predolg.

## Merjenje
Pri operativnem opredeljevanju zanesljivih in veljavnih meritev spremenljivke, dobljene pri raziskavi, razporedimo na kontinuum (teorija množic)u. Na enem koncu so tiste, ki vsebujejo veliko količino specifičnih informacij z veliko bolj natančnimi in izpopolnjenimi razlikami, na drugi strani se nahajajo tiste meritve, ki so manj natančne, bolj grobe in vsebujejo malo pomembnih informacij in le nekaj osnovnih razlik.  Spremenljivke glede na tip merjenja oz. vidik merske lestvice opredeljujemo po načinu izražanja različnost med dvema vrednostma preučevane spremenljivke. Na osnovi te delitve ločujemo štiri vrste spremenljivk. Razvrščene so od tistih z najslabšimi (nominalne spremenljivke) do tistih z najboljšimi (razmernostne spremenljivke) merskimi lastnostmi. 
Nominalne spremenljivkeso spremenljivke, pri katerih dve vrednosti med seboj lahko le razlikujemo, torej preverimo, ali sta vrednosti enaki ali ne. Vrednosti nominalnih spremenljivk so torej medsebojno izključujoče. Primera nominalnih spremenljivk sta npr. spol in davčna številka. Nominalne spremenljivke sicer lahko rekodiramo v števila, a njihov vrstni red nima pomena. Nominalne spremenljivke imajo z vidika merske lestvice najslabše merske lastnosti, saj jih lahko uporabimo le za izračun frekvenc in odstotkov ter pregled frekvenčnih porazdelitev.
Ordinalne spremenljivkeso spremenljivke, ki jih glede na njihove vrednosti lahko razvrstimo, navadno po velikosti. Pri ordinalnih spremenljivkah je torej pomembna razvrstitev vrednosti, razlike med njimi pa niso toliko pomembne. Primera ordinalnih spremenljivk sta. npr. stopnja izobrazbe in uspeh. Ordinalne spremenljivke imajo z vidika merske lestvice boljše merske lastnosti kot nominalne spremenljivke, saj poleg osnovnih izračunov frekvenc in odstotkov omogočajo tudi izračune mediane in percentilov.
Intervalne spremenljivkeso spremenljivke, kjer vrednosti omogočajo primerjavo razlik med vrednostma dveh enot. Pri intervalnih spremenljivkah je torej primerjanje razlik smiselno, saj nam informacija o razliki tudi nekaj vsebinskega pove o enotah. Primer intervalnih spremenljivk je npr. temperatura zraka. Intervalne spremenljivke imajo z vidika merske lestvice še boljše merske lastnosti kot ordinalne spremenljivke, saj poleg osnovnih izračunov in izračunov mediane ter percentilov omogočajo tudi izračune aritmetične sredine, standardnega odklona in standardne napake aritmetične sredine.
Razmernostne spremenljivkeso spremenljivke, katerih vrednosti omogočajo primerjavo razmerij med vrednostma dveh enot. Primera razmernostne spremenljivke sta npr. starost in osebni dohodek. Razmernostne spremenljivke so z vidika merske lestvice spremenljivke z najboljšimi merskimi lastnostmi, saj poleg osnovnih izračunov, izračunov mediane in percentilov ter izračunov aritmetične sredine, standardnega odklona in standardne napake aritmetične sredine omogočajo tudi izračune razmerij in koeficientov variacij.

## Kvantitativni pogledi
Kvantitativni pogled je opisan kot realističen  ali včasih kot pozitivističen. 

### Pozitivizem
S pozitivističnega vidika svet deluje po vzročno-posledičnih zakonitostih. Znanstveno mišljenje se uporablja za preizkušanje teorij o teh zakonih in jih bodisi zavrne ali začasno sprejme. Stališče, da je nekje zunaj prava realnost, ki jo lahko merimo povsem objektivno, je problematično.  Vsi smo del sveta, ki ga opazujemo, in se ne moremo popolnoma ločiti od tega, kar raziskujemo. Zgodovinske raziskave so pokazale, da so ugotovitve raziskav pod vplivom prepričanj ljudi, ki so raziskavo izvajali in od političnih/družbenih razmer v času izvajanja raziskave. 

### Realizem
Realisti menijo, da želi raziskava odkriti obstoječo realnost. Resnica je nekje tam zunaj in naloga raziskovalca je, da z uporabo objektivne raziskovalne metode odkrije to resnico. To pomeni, da mora biti raziskovalec  kolikor le mogoče ločen od raziskave in da mora uporabljati metode, ki povečujejo objektivnost in zmanjšujejo njegovo vpletenost v raziskavo. Izkustveni realizem kot ena od epistemoloških razlag trdi, da ne moremo opazovati sveta na povsem objektiven način, saj naša percepcija sama vpliva na to, kar vidimo in kar merimo. Izkustveni realisti menijo, da obstaja meja subjektivnosti. Ljudje smo omejeni v svoji subjektivnosti z dejstvom, da uporabljamo omejeno število shem, ki oblikujejo naše poglede na svet, določa pa jih naša aktivna telesna interakcija. 

## Kvantitativne raziskave v slovenskem družboslovju in humanistiki
- Marcus Willand. 28.213 call for posters: Scientia quantitatis. Humanist Discussion Group 18. 7. 2014.